# Albert Oesau
Albert Oesau (* 25. Mai 1939; † 26. Oktober 2021) war ein deutscher Botaniker und Bryologe in Ober-Olm.

## Schriften
- Förderung der Artenvielfalt von Ackerwildkräutern. Ergebnisse des Randstreifenprogramms 1985. Landespflanzenschutzamt Rheinl.-Pfalz, Mainz 1986.
- Ackerwildkräuter schützen. Auswertungs- und Informationsdienst für Ernährung, Landwirtschaft und Forsten (AID), Bonn 1988/2002
- Naturdenkmale in Rheinland-Pfalz. Landbuch Verlag, Hannover 1988
- Unkraut – Wildkraut im Garten. Auswertungs- und Informationsdienst für Ernährung, Landwirtschaft und Forsten (AID), Bonn 1989/1991/1994
- Zur Verbreitung und Vergesellschaftung des Erdmooses Acaulon triquetrum (Spruce) C. Muell. in Rheinhessen (Rheinland-Pfalz). 1998
- Zur Flora und Vegetation von Rotationsbrachen und deren Folgekulturen. Landesanstalt für Pflanzenbau und Pflanzenschutz, Mainz 1999
- Der Beitrag des Obstbaus zur Artenvielfalt epiphytischer Moose. Ergebnisse einer Untersuchung in Rheinhessen (Rheinland-Pfalz). Landesanstalt für Pflanzenbau und Pflanzenschutz, Mainz 2001
- Die Moosflora der Stadt Bingen am Rhein. 2002.
- Nebenwirkungen von Herbiziden und Fungiziden auf die Artenvielfalt der Moosflora in Obst- und Rebanlagen. 2004.